# Saison 2020-2021 du Red Star Football Club
 (décembre 2020).
Si vous disposez d'ouvrages ou d'articles de référence ou si vous connaissez des sites web de qualité traitant du thème abordé ici, merci de compléter l'article en donnant les références utiles à sa vérifiabilité et en les liant à la section « Notes et références ».
Chronologie
Saison précédente
La saison 2020-2021 du Red Star, club de football français, voit le club évoluer en National 2020-2021.